# Estadio José Zorrilla (1940)
El antiguo estadio José Zorrilla (también conocido como Viejo Zorrilla) fue un estadio de fútbol de la ciudad de Valladolid, en España, que entre 1940 y 1982 albergó los partidos del Real Valladolid.

## Historia
Fue concebido como el primer gran estadio de fútbol de Valladolid; anteriormente el conjunto local disputaba sus encuentros en el campo de fútbol de la Sociedad Taurina, situado junto a la Plaza de Toros.
Se construyó en el tramo del paseo de Zorrilla entre la calle Puente Colgante y La Rubia, junto con la Hípica y el Campo de la Federación. Para su construcción se empleó, como en otras ciudades españolas, a presos políticos que el franquismo utilizaba como mano de obra gratuita. El complejo costó 800 000 pesetas de aquel entonces, y tenía una capacidad de 10 000 espectadores, con unas dimensiones de 105x68 m.
Se le bautizó como “Estadio Municipal”, añadiéndole el nombre de José Zorrilla en 1951, ya que la prensa y aficionados hablaban del estadio del paseo de Zorrilla con tanta frecuencia, que finalmente el Ayuntamiento le dio la oficialidad del nombre completo el 10 de octubre de 1951.

## Inauguración
El primer partido en el viejo Estadio José Zorrilla se celebró el 3 de noviembre de 1940, jugando el club en Segunda División: Real Valladolid 4-1 Arenas de Getxo. La alineación local la compusieron, José Miguel, Sasot, Busquet, Estrada, Torquemada, Barrios, Hoyos, Arriega, Lizosoaín, Rufo y Las Heras. El primer gol blanquivioleta en el estadio fue obra de Lizosoaín.

## Trayectoria del club en el estadio
El Viejo Zorrilla fue el primer recinto de Valladolid en albergar encuentros de fútbol de Primera División. El 11 de abril de 1948 el Real Valladolid, que dos semanas antes había logrado el ascenso matemático al batir a domicilio al Real Murcia, se impone por 2-1 al Deportivo de la Coruña en Zorrilla, proclamándose campeón de Segunda División y refrenda el salto por vez primera en la historia, a la División de Honor. Defienden la camisola blanquivioleta: Tapia, Busquet, Soler, Pablito, Torquemada, Ortega, Juanco, Gerardo Coque, Vaquero, Lasala y Pedrín.
El primer gol del conjunto vallisoletano en el viejo estadio en la máxima categoría lo marcó Peralta en la segunda jornada de liga ante el Celta de Vigo, con triunfo final para los blanquivioletas (4-2).
Durante los siguientes años se mantuvo la categoría en Primera División, pero en la temporada 1957/58 se bajaba de nuevo a Segunda División. Este descenso sólo duró un año, y la temporada siguiente (1958/59) el equipo recuperaba la Primera División tras derrotar al Terrasa FC por 5 goles a 0. En la temporada 1960/61 se consumaba el segundo descenso, y nuevamente tras una única temporada en Segunda División, se recuperaba la categoría perdida. Un año después, en la temporada 1962/63, con Antonio Ramallets en el banquillo, el Real Valladolid conseguía la que es hasta el momento su mejor clasificación en la Liga: un 4º puesto por detrás de Real Madrid, Atlético de Madrid y Real Oviedo. Tras el éxito regresó la decepción: en la temporada siguiente (1963/64), el conjunto blanquivioleta regresaba a Segunda, pozo donde permaneció ininterrumpidamente (llegando incluso a jugar en Tercera División durante la temporada 1970/71) hasta finales de los años 70.
El primer partido televisado desde el Viejo Zorrilla el 11/6/68: Real Valladolid 0-1 Real Sociedad, partido correspondiente a la promoción de ascenso a 1.ª división que finalmente el cuadro blanquivioleta no pudo conseguir.
Estadísticas en Primera división en el Viejo José Zorrilla
| Estadio             | Primer partido | Último partido | PJ  | PUNTOS | PG  | PE | PP | GF  | GC  | DG   |
| ------------------- | -------------- | -------------- | --- | ------ | --- | -- | -- | --- | --- | ---- |
| Viejo José Zorrilla | 19-9-1948      | 7-2-1982       | 235 | 332    | 144 | 44 | 47 | 480 | 277 | +203 |

Estadísticas en Copa del Rey en el Viejo José Zorrilla
| Estadio             | Primer partido | Último partido | PJ  | PUNTOS | PG | PE | PP | GF  | GC | DG   |
| ------------------- | -------------- | -------------- | --- | ------ | -- | -- | -- | --- | -- | ---- |
| Viejo José Zorrilla | 9-12-1928      | 27-1-1982      | 101 | 161    | 72 | 17 | 12 | 257 | 94 | +163 |

## Partidos internacionales
Copa de la UEFA Amateur (7/3/1974)
España 3:1 Turquía
Eurocopa sub-21 (4/10/1978)
España 0:1 Yugoslavia

## Capacidad
Inicialmente podía albergar 10 000 espectadores, ampliándose en sucesivas temporadas su aforo hasta los casi 22.000 que gracias a unas gradas supletorias llegó a tener en la temporada 81-82, lo cual resultaba claramente insuficiente para un club que tenía casi 15.000 socios.

## Años finales
El último partido disputado por el primer equipo del Real Valladolid tuvo lugar el 7 de febrero de 1982; el conjunto local se impuso al Osasuna por 2-0, siendo el último gol marcado en el estadio obra de Luis Miguel Gail. Dos semanas después tendría lugar la inauguración del Nuevo Estadio José Zorrilla.
El viejo estadio continuó albergando partidos del Real Valladolid Promesas y de juveniles durante un tiempo hasta su demolición en 1987. Actualmente su lugar lo ocupan el edificio de El Corte Inglés y el Parque Juan de Austria.